# Llengües de Miracle-Gaiato
Les llengües de Miracle-Gaiato són una estructura hidràulica situada al municipi d'Alboraia, a l'Horta Nord. Consten d'un partidor o tallamar situat a l'interior de la séquia de Riquera o d'Alboraia, dividint el cabal d'aigua en dos nous: el braç del Miracle, al costat dret, i el braç del Gaiato, a l'esquerra.

## Història
La primera vegada que es mencionen aquestes llengües és al segle XIX, amb relació a un problema d'organització del cultiu al nord del barranc del Carraixet.

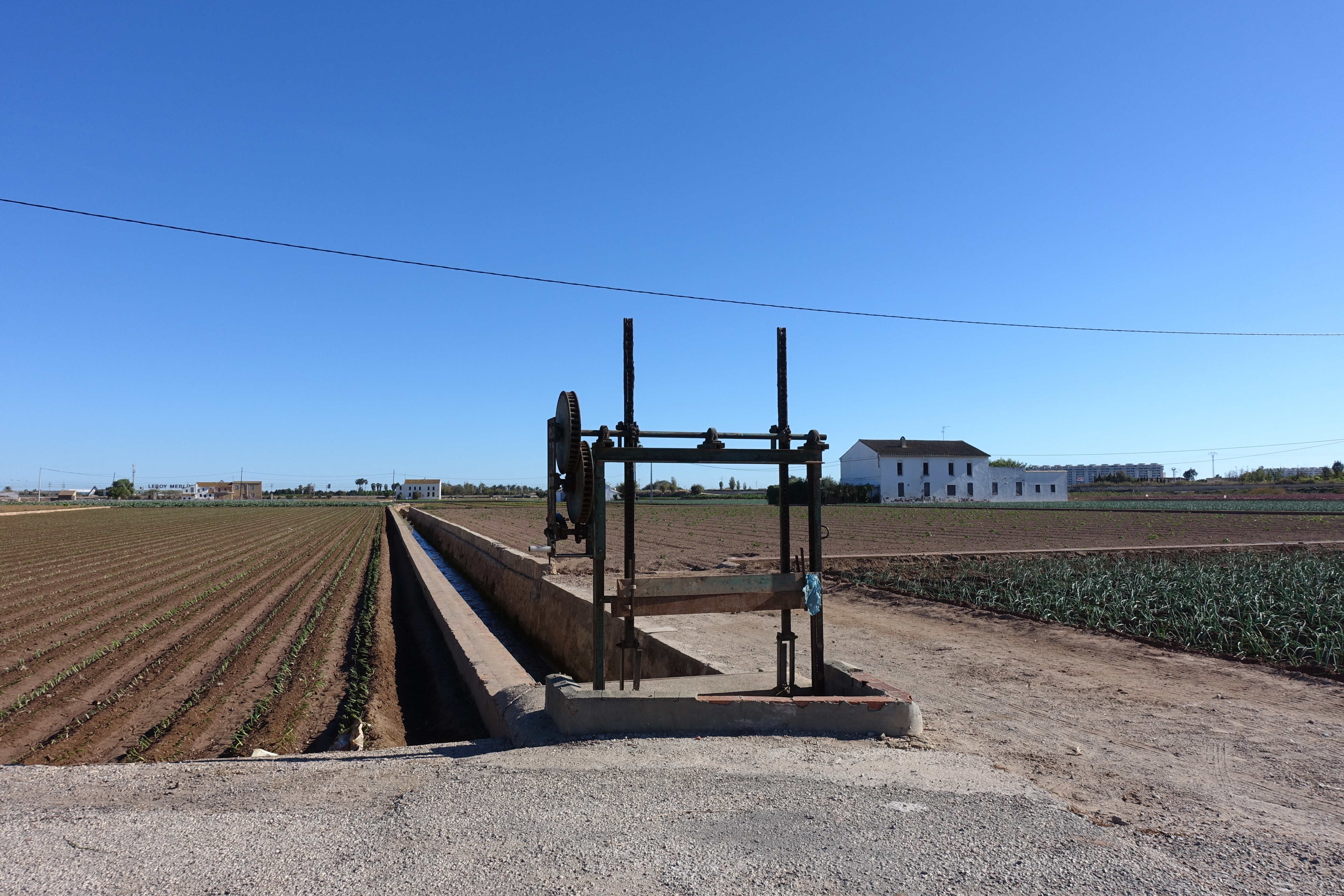
Braç del Gaiato, en Alboraia.

Les llengües estableixen una divisió entre el braç del Gaiato i el braç del Miracle, sent el primer responsable d'irrigar la partida del Gaiato, a l'altre costat del barranc. Es va optar per dividir el regadiu en lloc de fer-ho directament des del braç de les Basses de la séquia d'Almàssera, evitant així creuar el barranc del Carraixet. Això indica una decisió deliberada de crear un punt de partida per regar per separat les terres pertanyents al terme d'Alboraia a l'altre costat del barranc, com una forma de municipalització del regadiu.
Es tracta d'un disseny d'època moderna, tot i que s'emplee el mateix tipus d'arquitectura que en altres séquies més antigues.

## Descripció
L'estructura consisteix en un llarg tallamar de pedra, revestit de formigó, situat al centre de la séquia de Riquera o d'Alboraia, el qual divideix l'aigua en dues parts proporcionals entre els braços del Gaiato i el Miracle. El canal de l'esquerra dona lloc al braç del Gaiato, que continua cap al nord del terme i creua mitjançant un sifó el barranc del Carraixet, irrigant cultius d'Almàssera i la zona septentrional d'Alboraia. D'altra banda, el braç del Miracle (a la part dreta) rega la superfície acotada al Nord pel barranc i al Sud per la séquia de la Mar, fins a arribar a la platja d'Alboraia.

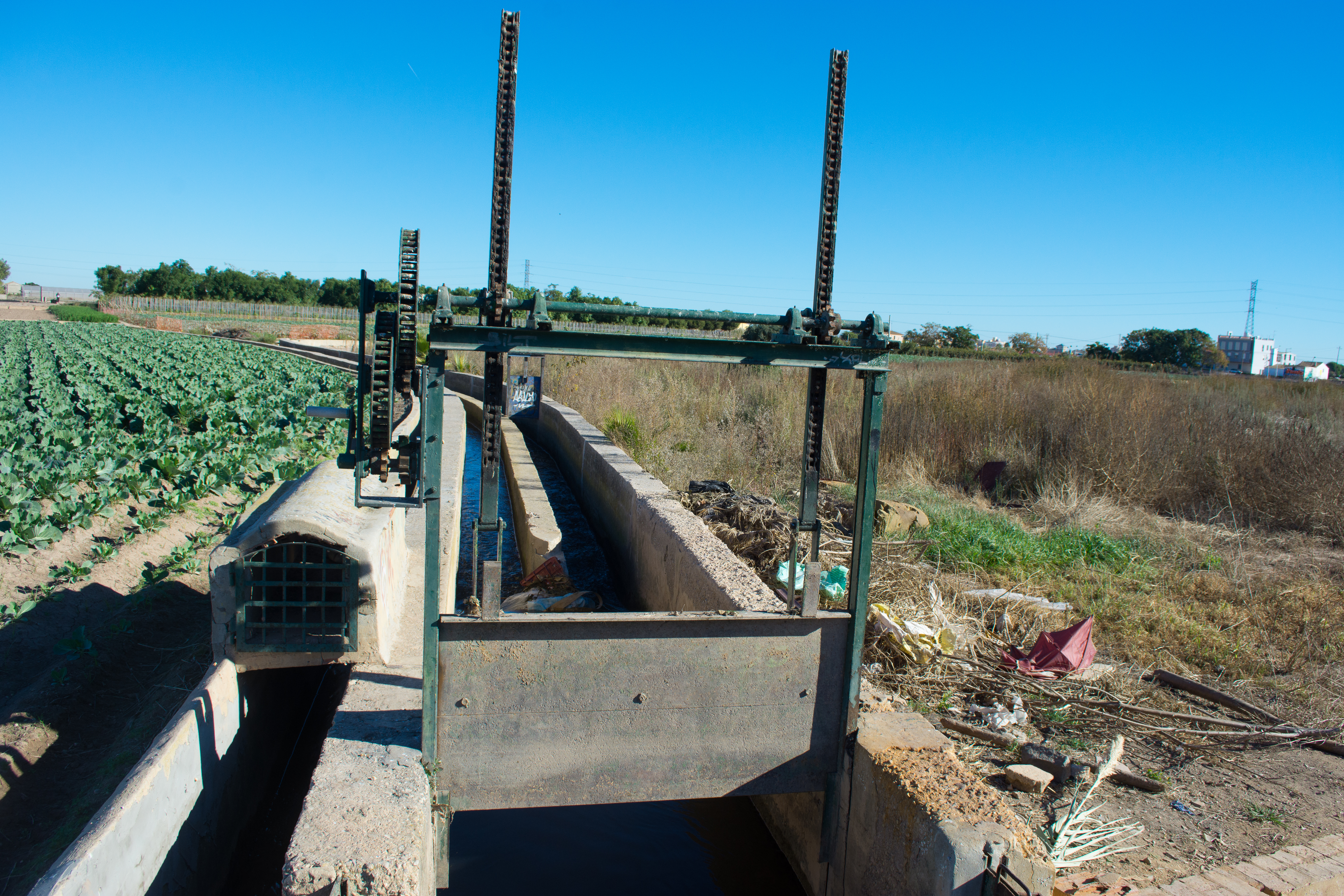
Torn o fila de les llengües de Miracle-Gaiato.

A diferència d'altres partidors, les parets laterals de la séquia són rectes en el costat dret i oblíqües en l'esquerre (mesurant 63,5 i 89,5 cm., respectivament), pel que l'ample de la séquia es produeix gradualment. A més, el tallamar i l'espigó central de terra són molt estrets i no semblen haver utilitzat carreus, amb l'objectiu de facilitar una correcta partició del cabal.
D'altra banda, hi ha diverses comportes a les seues immediacions que ajuden a distribuir l'aigua segons els torns de reg, així com un petit graó (conegut com a "salvat") que genera un desnivell brusc per accelerar la velocitat del corrent abans de la seua divisió.

## Valor patrimonial
Tot i que el partidor ha patit algunes modificacions respecte a la seua aparença original del segle XIX (revestiment de formigó i instal·lació de comportes metàl·liques) i no és tan antic com altres de l'horta valenciana, segueix mantenint la seua funció primitiva i formant part del seu entorn històric tradicional. Per això, cal establir les mesures necessàries per preservar-lo i protegir-lo, més encara tenint en compte el procés de desaparició de moltes d'aquestes estructures hidràuliques.